# 사체 운반 행동

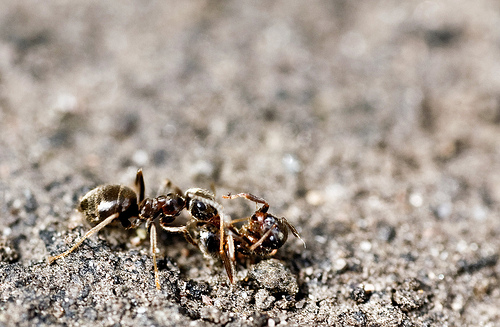
사체운반행동을 하고 있는 고동털개미

사체운반행동은 진사회성곤충, 특히 벌이나 개미와 같이 정해진 공간 안에 수많은 개체가 모여서 생활하는 생태를 가진 사회성 곤충에게서 발견되는 행동으로, 죽은 동료를 둥지 바깥으로 물어 나르는 행동을 의미한다. 영어로는 necrophoresis (necro: 죽은, 죽음의; phoresis: 운반) 라고 하며, 사체반출행동 이라고 해석하기도 한다. 이 단어는 에드워드 윌슨(Edward O. Wilson)이 개미의 행동을 연구한 그의 저술에서 처음 사용하였다. 살충제를 사용하는 해충 방제에서는 이 사체운반행동에 의해 죽은 개체의 표면에 있는 살충제가 다른 살아 있는 개체로 전파되기도 하는데, 대개 곤충이 기피하는 정도가 적고 그 살충 효과가 비교적 천천히 나타나는 약제에서 전파에 의해 나타나는 2차적 살충 효과가 크다.